# Montserrat Espallargas Barceló
Montserrat Espallargas Barceló   (Barcelona, 1 de juliol de 1964) és una escriptora i periodista catalana.

## Biografia[calcitació]
Ha escrit eminentment novel·la i relats. Ha guanyat diversos premis literaris entre els quals destaquen el Premi Isabel-Clara Simó de Novel·la , el Premi Ferran Canyameres de Novel·la d'Òmnium Cultural i el Premi Recvll Joaquim Ruyra de Narrativa.
Després de llicenciar-se en Ciències de la Informació va treballar en diversos mitjans de comunicació i, de seguida, va passar a dirigir diferents departaments de comunicació, entre d'altres, els de la Conselleria de Cultura, Educació i Esports del Govern Balear, el Consell Insular de Mallorca, la Universitat Rovira i Virgili, el desaparegut partit Unió Mallorquina i l'empresa Novaforma.
Durant molts anys ha compaginat l'escriptura literària amb l'ensenyament de tècniques narratives. També ha treballat en l'elaboració de guions televisius per a programes de TVE- Catalunya.
Ha exercit com a docent d'adults en les matèries de català, castellà i habilitats comunicatives, tasca que compatibilitza amb l'exercici d'una consulta privada per a la lluita contra l'assetjament escolar i el mobbing laboral. En els darrers anys, s'ha dedicat a l'orientació laboral de diversos col·lectius en situació d'exclusió.

## Obra
- La Genètica de les passions. IV Premi Isabel-Clara Simó de Novel·la 2023. Bromera Edicions. ISBN 978-84-1358-678-6
- El Clan de Sa Ràpita. XXXVI Premi Ferran Canyameres 2017. Ed. Pagès Editors. ISBN 978-84-9975-936-4
- Vides de Filferro.[1] LII Premi Recvll Joaquim Ruyra 2016.. Ed. Pagès Editors. ISBN 978-84-9975-819-0
- Tot ho dono per perdut. Premi Joan Marquès Arbona de la Vall de Sòller 2016. Ed. Documenta Balear. ISBN 978-84-16163-81-6

## Premis

### Novel·la
- 2023 Premi Isabel-Clara Simó de Novel·la. Títol: La genètica de les passions
- 2017 Premi Ferran Canyameres de Novel·la d'Òmnium Cultural.[2][3] Títol: El Clan de Sa Ràpita.

### Recull de contes
- 2016 LII Premi Recvll Joaquim Ruyra.[4][5] Títol: Vides de filferro.
- 2016 Premi Joan Marquès Arbona de la Vall de Sòller.[6] Títol: Tot ho dono per perdut.

### Contes
- 2023 Segon Premi Guillem de Belibasta de Tragó de Segre. Títol: "La mort darrere les orelles"
- 2020 Premi 'Sembra de Lletres' de l'Ateneu Torrellenc.[7][8] Títol: "Hermafodita"[9]
- 2019 Premi Grup d'Opinió Àmfora.[7] Títol: Tinta de calamar.
- 2019 Segon Premi Solstici d'Estiu de Taradell.[10][11] Títol: Reinventar-se
- 2016 Premi Englantina Jocs Florats de la Vall d'Uixó.[12] Títol: Sa confessió d'un cotorrot
- 2016 Premi Vila de Santa Bàrbara.[13] Títol: Memòries d'un asperger
- 2015 Premi Terra de Fang de Deltebre.[14] Títol El carrer dels dos cantons
- 2015 Premi Elsa Garcia.[15][16] Títol: Benvolguda Remei
- 2015 Segon Premi Miquel Bosch i Jover.[17] Títol Benvolguda Remei
- 2015 Segon Premi El Gat de Torelló.[18] Títol: Diuen
- 2014 Finalista Premi Víctor Mora.[19] Títol: La solitud dels beneits.
- 2014 Finalista Premi Miquel Arimany. Títol: L'home volàtil.
- 2013 Segon Premi Ploma de Ferro. Títol: Els anys romputs.